# روني شولتس
روني شولتس (بالألمانية: Ronny Scholz) مواليد 24 أبريل 1978 في فورست، ألمانيا، هو دراج ألماني سابق في صنف سباق الدراجات على الطريق.

## سجل المراكز
- سباق طواف فرنسا 2004 : 53
- سباق طواف فرنسا 2005 : 91
- سباق طواف فرنسا 2006 : 96

## روابط خارجية
- روني شولتس على موقع الاتحاد الدولي للدراجات (الإنجليزية)
- روني شولتس على موقع أرشيف الدراجات (الإنجليزية)
- روني شولتس على موقع إحصائيات الدراجات الإحترافية (الإنجليزية)
- روني شولتس على موقع نسبة الدراجات (الإنجليزية)
- روني شولتس على موقع CycleBase (الإنجليزية)